# Plagiostachys rolfei
Plagiostachys rolfei là một loài thực vật có hoa trong họ Gừng. Loài này được (K.Schum.) Ridl. miêu tả khoa học đầu tiên năm 1909.